# H. Gordon Barrett
Pour les articles homonymes, voir Barrett.
Herbert Gordon Barrett (20 août 1915-30 mai 1993) est un homme politique canadien de l'Ontario. Il est député fédéral libéral de la circonscription ontarienne de Lincoln de 1968 à 1972.

## Biographie
Né à Thorold en Ontario, Barrett exerce la fonction de directeur de la sécurité. Durant la Seconde Guerre mondiale, il est lieutenant dans l'infanterie de l'armée canadienne de 1942 à 1945. De retour au Canada, il occupe la fonction de conseiller municipal de Thorold de 1946 à 1959.
Élu en 1968, il siège au comité permanent permanent sur l'Agriculture. Il est défait en 1972.